# عيتنيت
عيتنيت هي بلدة لبنانية تقع في محافظة البقاع، قضاء البقاع الغربي، وترتفع عن مستوى سطح البحر 1100 متر.
تبلغ مساحتها 18٫000 دونم ويبلغ عدد سكانها حوالي 2500 نسمة.
يتألف مجلس بلديتها من 12 عضواً .

## مصدر
وزارة الداخلية اللبنانية نسخة محفوظة 20 أغسطس 2008 على موقع واي باك مشين.